# Viktor Zvyahintsev
Viktor Oleksandrovytch Zvyahintsev (en ukrainien : Віктор Олександрович Звягінцев et en russe : Виктор Александрович Звягинцев, Viktor Aleksandrovitch Zviaguintsev) né le 22 octobre 1950 à Stalino (l'actuelle ville de Donetsk) et mort le 22 avril 2022, est un footballeur international soviétique puis arbitre de football ukrainien.

## Biographie

### Carrière en club
Natif de Stalino, qui devient Donetsk à partir de 1961, Viktor Zvyahintsev intègre au cours de sa jeunesse les rangs de l'équipe du Chakhtior Donetsk. Il fait dans un premier temps ses débuts avec l'équipe réserve en 1968 avant de jouer son premier match avec l'équipe première le 8 mars 1970 contre le CSKA Moscou, à l'âge de 20 ans. À l'issue de cette première saison, il quitte Donetsk pour passer l'année 1971 en troisième division avec le SKA Kiev avant de rallier le CSKA Moscou l'année suivante.
Il fait finalement son retour à Donetsk en 1973 et reste cette fois trois années avant de rejoindre le Dynamo Kiev en 1976. Bien qu'il ne joue que sept matchs sous ces couleurs, il en profite pour inscrire le seul but de sa carrière en club contre le Dniepr Dniepropetrovsk le 4 juin 1976 en coupe nationale tandis qu'il fait ses débuts en Coupe des clubs champions face à l'AS Saint-Étienne le 3 mars.
Après un troisième passage au Chakhtior Donetsk entre 1977 et 1980, où il joue notamment un match de Coupe UEFA le 3 octobre 1979 contre l'AS Monaco, Zvyahintsev passe très brièvement au Metallourg Zaporojié en tout début d'année 1981 avant de rejoindre dès le mois de mars le Tavria Simferopol où il termine sa carrière à l'issue de la saison à l'âge de 31 ans.
Après avoir raccroché les crampons, il travaille pendant un temps dans les mines du Donbass avant de se reconvertir comme arbitre entre 1984 et 1996, officiant successivement dans les compétitions soviétiques puis ukrainiennes. Il occupe par la suite plusieurs postes liés au football à Donetsk, présidant notamment la fédération municipale dans les années 2000.

### Carrière internationale
Zvyahintsev connaît sa première sélection sous les couleurs de la sélection soviétique olympique le 25 mai 1972 contre la France dans le cadre du tournoi pré-olympique pour les Jeux olympiques de 1972, il n'est cependant pas retenu par la suite pour disputer la compétition. Il est à nouveau rappelé en 1975 pour la phase qualificatif des Jeux de 1976 et contribue à nouveau à la qualification de la délégation soviétique pour le tournoi final.
Dans la foulée de cette qualification, il dispute sa première rencontre avec la sélection A le 12 octobre 1975 contre la Suisse dans le cadre des éliminatoires de l'Euro 1976. Sélectionné régulièrement par Valeri Lobanovski entre 1975 et 1976, Zvyahintsev dispute notamment les deux matchs de barrages contre la Tchécoslovaquie le 24 avril et le 22 mai 1976, jouant l'intégralité des deux matchs tandis que les Soviétiques échouent finalement à se qualifier pour la phase finale.
Retenu malgré tout dans le groupe final qui dispute les Jeux olympiques de 1976 durant l'été, Zvyahintsev joue trois rencontres dans la compétition, étant notamment buteur face à l'Iran en quarts de finale tandis que la délégation soviétique parvient finalement à décrocher la médaille de bronze.

## Opinions politiques
En 2014, Viktor Zvyahintsev apporte son soutien aux manifestations anti-Maïdan et à l'annexion de la Crimée par la Russie. Après les proclamations d'indépendance des républiques populaires de Donetsk et de Lougansk, il se met à organiser des tournois de football dans la partie du Donbass occupée par les séparatistes pro-russes. Ses actions sont condamnées en mai 2015 par la fédération de football d'Ukraine qui décide de ne plus le convier à aucun de ses évènements. 

## Statistiques
| Saison                | Club                  | Championnat           | Championnat | Championnat | Coupe(s) nationale(s) | Coupe(s) nationale(s) | Compétition(s) continentale(s) | Compétition(s) continentale(s) | Compétition(s) continentale(s) | Total | Total |
| Saison                | Club                  | Division              | M.          | B.          | M.                    | B.                    | Comp.                          | M.                             | B.                             | M.    | B.    |
| 1970                  | Chakhtior Donetsk     | D1                    | 12          | 0           | 2                     | 0                     | -                              | -                              | -                              | 14    | 0     |
| 1971                  | SKA Kiev              | D3                    | 42          | 0           | -                     | -                     | -                              | -                              | -                              | 42    | 0     |
| 1972                  | CSKA Moscou           | D1                    | 26          | 0           | 8                     | 0                     | -                              | -                              | -                              | 34    | 0     |
| Sous-total            | Sous-total            | Sous-total            | 80          | 0           | 10                    | 0                     | -                              | -                              | -                              | 90    | 0     |
| 1973                  | Chakhtior Donetsk     | D1                    | 28          | 0           | 4                     | 0                     | -                              | -                              | -                              | 32    | 0     |
| 1974                  | Chakhtior Donetsk     | D1                    | 17          | 0           | 8                     | 0                     | -                              | -                              | -                              | 25    | 0     |
| 1975                  | Chakhtior Donetsk     | D1                    | 27          | 0           | 1                     | 0                     | -                              | -                              | -                              | 28    | 0     |
| Sous-total            | Sous-total            | Sous-total            | 72          | 0           | 13                    | 0                     | -                              | -                              | -                              | 85    | 0     |
| 1976                  | Dynamo Kiev           | D1                    | 5           | 0           | 1                     | 1                     | C1                             | 1                              | 0                              | 7     | 1     |
| Sous-total            | Sous-total            | Sous-total            | 5           | 0           | 1                     | 1                     | -                              | 1                              | 0                              | 7     | 1     |
| 1977                  | Chakhtior Donetsk     | D1                    | 26          | 0           | 3                     | 0                     | -                              | -                              | -                              | 29    | 0     |
| 1978                  | Chakhtior Donetsk     | D1                    | -           | -           | -                     | -                     | -                              | -                              | -                              | 0     | 0     |
| 1979                  | Chakhtior Donetsk     | D1                    | 27          | 0           | 2                     | 0                     | C3                             | 1                              | 0                              | 30    | 0     |
| 1980                  | Chakhtior Donetsk     | D1                    | 10          | 0           | 7                     | 0                     | -                              | -                              | -                              | 17    | 0     |
| Sous-total            | Sous-total            | Sous-total            | 63          | 0           | 12                    | 0                     | -                              | 1                              | 0                              | 76    | 0     |
| 1981                  | Metallourg Zaporojié  | D2                    | -           | -           | 2                     | 0                     | -                              | -                              | -                              | 2     | 0     |
| 1981                  | Tavria Simferopol     | D1                    | 33          | 0           | -                     | -                     | -                              | -                              | -                              | 33    | 0     |
| Sous-total            | Sous-total            | Sous-total            | 33          | 0           | 2                     | 0                     | -                              | -                              | -                              | 35    | 0     |
| Total sur la carrière | Total sur la carrière | Total sur la carrière | 253         | 0           | 37                    | 0                     | -                              | 2                              | 0                              | 292   | 0     |

## Palmarès
| Chakhtar Donetsk - Championnat d'Union soviétique : - Vice-champion : 1975 et 1979. | Union soviétique olympique - Jeux olympiques : - Bronze : 1976. |